# Bartłomiej Kwiatkowski

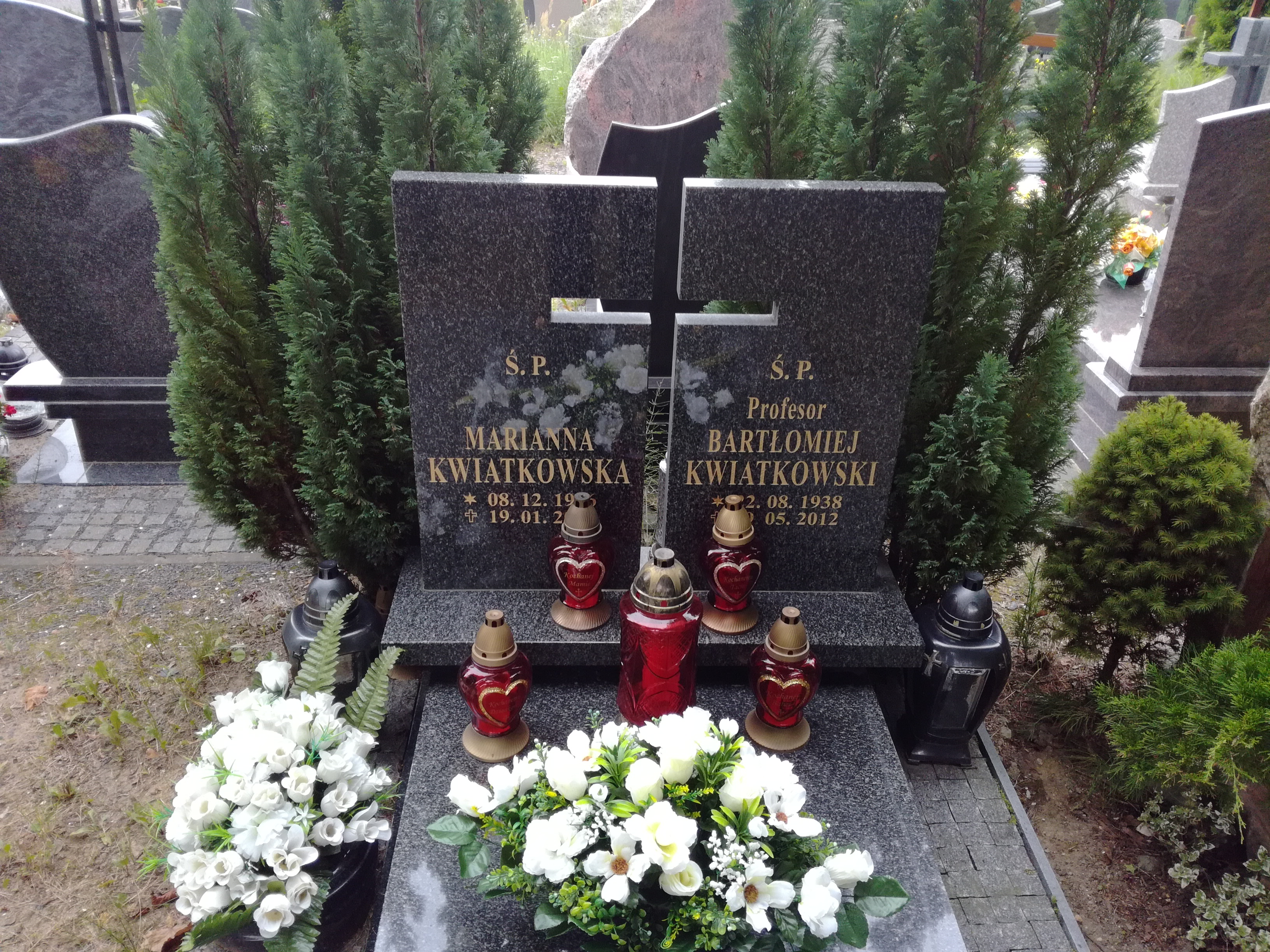
Grób profesora Bartłomieja Kwiatkowskiego na Cmentarzu Łostowickim w Gdańsku

Bartłomiej Kwiatkowski (ur. 22 sierpnia 1938 w Kraśniku, zm. 9 maja 2012) – profesor doktor habilitowany biologii, specjalność biofizyka, biofizyka wirusów, radiobiologia, tytuł profesorski nauk przyrodniczych otrzymał 20 marca 1992. Wykładał na Gdańskim Uniwersytecie Medycznym (dawniej Akademia Medyczna).
Odznaczony Złotym Krzyżem Zasługi. Pochowany na Cmentarzu Łostowickim w Gdańsku.